# CUS Torino Rugby
Pour les articles homonymes, voir CUS Torino Rugby (féminines).
Maillots
Dernière mise à jour : 28 novembre 2023.
Le CUS Torino Rugby est un club italien de rugby à XV basé à Turin. Le CUS Torino a occupé les premières places du championnat dans les années 1934-1938 sous la férule de son entraîneur français, Michel Boucheron, et du capitaine de l'équipe, Vincenzo Bertolotto. Le club perd les trois finales disputées à ce jour face à l'Amatori Rugby Milan et au Rugby Parme.

## Historique

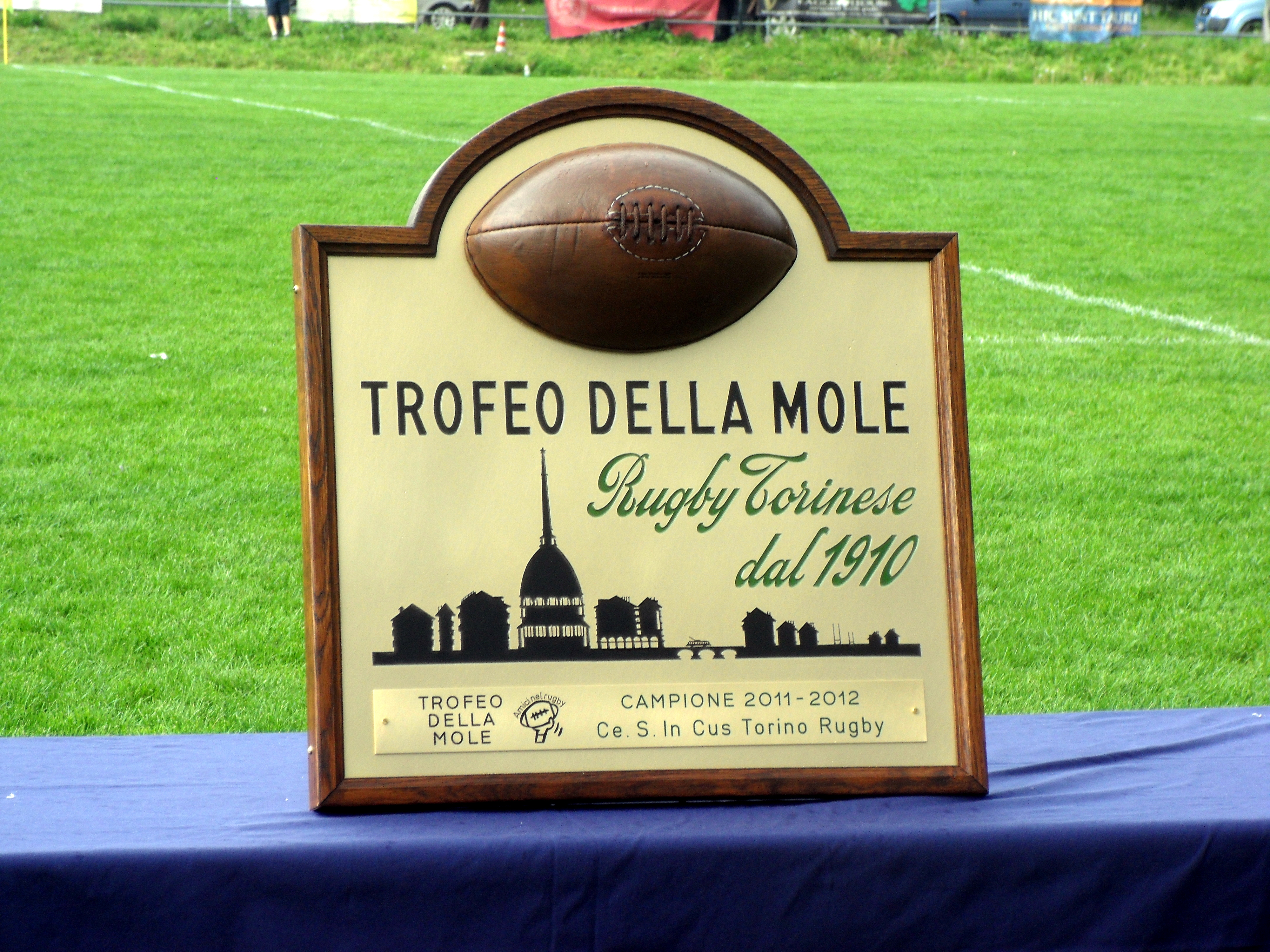
Trophée récompensant le vainqueur du derby turinois.

Né en 1928 sous l'égide d'un syndicat étudiant fasciste (le Gruppo Universitario Fascista), le GUF participe à son premier championnat en 1929-30. En novembre 1935, le GUF Torino, avec Bertolotto, Vigliano et Alacevich, tous trois internationaux, bat à Clermont-Ferrand une équipe bis de l'AS Montferrand sur le score de 14 à 13. Après la Seconde Guerre Mondiale, le CUS Torino Rugby sera fondé en 1951 sur les ruines du GUF, section rugby du club omnisports Centro Universitario Sportivo Torinese.
Le club a été entraîné par Regan Sue, international danois d'origine néo-zélandaise, ancien joueur du Rugby Club Nîmes Gard, de Pro Recco Rugby et d'Asti Rugby 1981, termine 2e du groupe 1 de la Série B pour la saison 2011-2012 et dispute le play-off pour la montée en Série A2. Le CUS remporte la 1re manche face au CUS Padova sur le score de 13 à 10 et s'incline au match retour 10 à 3. Il est malgré tout promu en Série A2.
Le 29 avril 2012, le CUS Torino gagne le derby face au VII Rugby Torino et empoche par la même occasion le 1er Trophée de la Mole (en référence à la Mole Antonelliana, symbole architectural de la ville de Turin).
En 2014, Andre Bester, ancien entraîneur sud-africain de Rotherham RUFC, prend la succession de Regan Sue durant un an avant de céder sa place en 2015 à Lucas D'Angelo.
Le Cus Torino revient au plus haut niveau du rugby italien en intégrant le championnat 2022-2023 et voit des jeunes du club être régulièrement convoqués dans les équipes nationales (G. Cavallaro [U19], A. Cagnotto [U18 féminines], Luna Agatha Sacchi [U20 féminines], F. Imberti et R. Genovese. Il ne parvient toutefois pas à se maintenir à l'issue de la saison et retourne en deuxième division. 

## Palmarès
- Finaliste du Championnat d'Italie en 1936, en 1941 et en 1957.
- Champion de deuxième division 2022.
- Finaliste de deuxième division 2024
- Vainqueur du Championnat d'Italie "Riserve" en 1940.
- Autres titres : vainqueur du Trophée de la Mole en 2012, 2013 et 2014.

## Personnalités du club

### Joueurs célèbres
- Angelo Albonico (10 sélections nationales)
- Ausonio Alacevich (1 sélection)
- Vincenzo Bertolotto (6 sélections)
- Sandro Bonfante (2 sélections)
- Adolfo Francese (2 sélections)
- Natale Molari (2 sélections)
- Giuseppe Piana (6 sélections)
- Walter Rista (5 sélections)
- Sandro Vigliano (6 sélections)

### Liste des entraîneurs
- 1934-1938 :  Michel Boucheron
- 2010-2014 :   Regan Sue
- 2014-2015 :  Andre Bester
- 2015- :   Lucas D'Angelo